# Ludvík Úbl
Ludvík Úbl (* 30. dubna 1921 Vacovy) byl český a československý diplomat a politik, v době pražského jara a počátku normalizace státní tajemník v ministerstvu zahraničního obchodu ČSSR.

## Biografie
V období let 1945–1949 vystudoval Vysokou školu obchodní v Praze. Předtím byl v letech 1941–1945 cizojazyčným korespondentem ve firmě Mannesmann. V období let 1949–1951 působil jako obchodní referent firmy Ferromet. V letech 1951–1954 pracoval v obchodním oddělení československého velvyslanectví v Bernu. V letech 1959–1961 zastával post obchodního rady československého velvyslanectví v Teheránu. Od roku 1961 do roku 1963 zastával funkci generálního ředitele hlavní technické správy ministerstva zahraničního obchodu a v letech 1963–1968 působil coby 1. náměstek ministerstva zahraničního obchodu.
V lednu 1969 získal vládní post v československé druhé vládě Oldřicha Černíka jako státní tajemník v ministerstvu zahraničního obchodu ČSSR. Portfolio si udržel do září 1969.